# Richmond Gyamfi
Richmond Gyamfi (født 9. september 2004) er en ghanesisk professionel fodboldspiller, der spiller som angriber for Esbjerg fB, hvortil haner udlejet fra AGF. 

## Klubkarriere

### Hobro
Gyamfi var til prøvetræning i Hobro IK og gjorde et godt indtryk. Han fik derpå en kontrakt med klubben i den danske NordicBet Ligaen i februar 2024.
Han gjorde sig hurtigt bemærket for klubben og spillede 14 kampe, hvor han scorede tre mål i forårssæsonen. Dette blev bemærket af flere større klubber.

### AGF
Det blev derpå superligaklubben AGF, der købte Gyamfi efter blot et halvt år i Hobro. Han fik her en femårig kontrakt.

### Hobro (leje)
Efter blot få og korte indskiftninger i sæsonens første kampe blev Gyamfi udlejet til sin gamle klub Hobro for resten af sæsonen 2024-2025, og her fik han 11 kampe i landets næstbedste række.

## Esbjerg fB (leje)
I august 2025 blev han igen lejet ud, denne gang til Esbjerg fB.